# فاتحة سعيد
فاتحة سعيد هي شاعرة وقاصة مغربية ولدت 1 أكتوبر 1975 في خنيفرة وتقطن حاليا بمدينة الفقيه بن صالح. فازت القاصة فاتحة سعيد بوسام الشرف للقصة القصيرة المميزة «سعدية والبقرة» لتحتل قصتها المرتبة الاولي كونها جسدت حكاية مؤثرة للتعرف علي معاناة المرأة العربية وذلك في مهرجان القصة القصيرة لعام 2014 والذي ينظمه ملتقي شواطيء الابداع والتميز الثقافي.

## مؤلفاتها
- خليلة خضرا[2] - مجموعة قصصية
- تربصت بالموت - ديوان شعر

## وصلات خارجية
- موقع فاتحة سعيد